# Kovarianční matice
Kovarianční matice (anebo variančně-kovarianční matice) reálné vícerozměrné náhodné veličiny {\displaystyle \mathbf {X} } o {\displaystyle n} složkách je čtvercová reálná matice {\displaystyle \operatorname {\Sigma } } o rozměru {\displaystyle n\times n}, jejíž prvek s indexy i, j obsahuje kovarianci i-té a j-té složky náhodné veličiny {\displaystyle \mathbf {X} }. Lze tedy napsat:
{\displaystyle \operatorname {\Sigma } =\operatorname {cov} [\mathbf {X} ,\mathbf {X} ]=\operatorname {E} [(\mathbf {X} -\mathbf {\mu _{X}} )(\mathbf {X} -\mathbf {\mu _{X}} )^{\rm {T}}]=\operatorname {E} [\mathbf {X} \mathbf {X} ^{T}]-\mathbf {\mu _{X}} \mathbf {\mu _{X}} ^{T},}
kde {\displaystyle \mathbf {\mu _{X}} } je vektor středních hodnot složek {\displaystyle \mathbf {X} } a {\displaystyle \operatorname {E} } je operátor střední hodnoty. Protože kovariance nezáleží na pořadí náhodných veličin, které do ní vstupují, je kovarianční matice symetrická. Na její hlavní diagonále jsou rozptyly jednotlivých složek náhodné veličiny. Kovarianční matice je vždy pozitivně semidefinitní.
Kovarianční matice úzce souvisí s korelační maticí veličiny {\displaystyle \mathbf {X} }. Korelační matice se dá spočítat jako kovarianční matice standardizované náhodné veličiny, u níž jsou jednotlivé složky vyděleny jejich směrodatnými odchylkami: {\displaystyle X_{i}/\sigma (X_{i})} pro {\displaystyle i=1,\dots ,n}.